# Fred J. Doocy

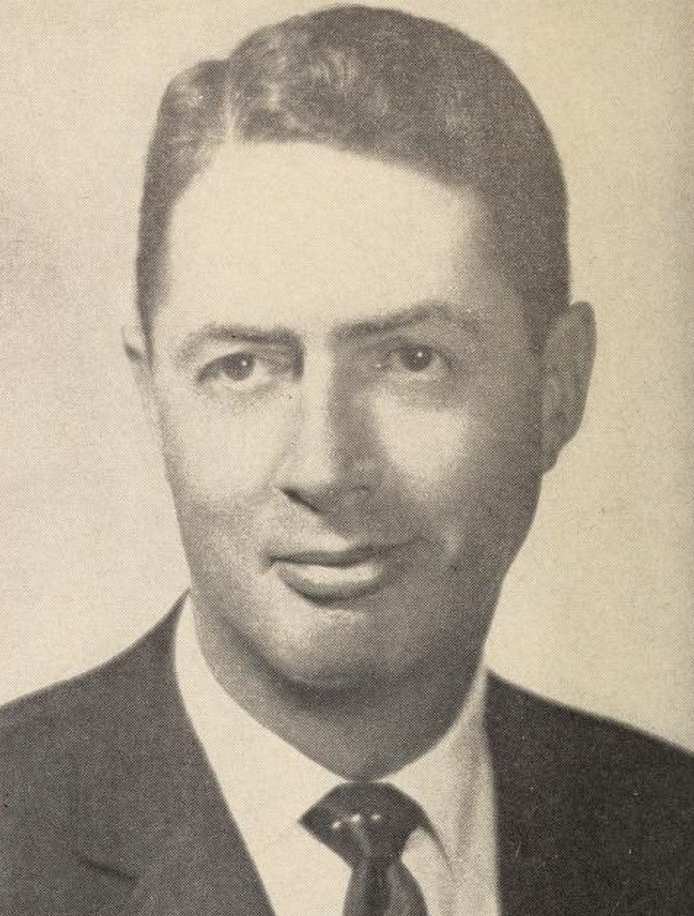
Fred J. Doocy

Frederick J. „Fred“ Doocy (* 5. Mai 1913 in Hartford, Connecticut; † 7. Dezember 2017 in Manchester, Connecticut) war ein US-amerikanischer Politiker. In den Jahren 1966 und 1967 war er Vizegouverneur des Bundesstaates Connecticut.

## Werdegang
Über die Jugend und Schulausbildung von Fred Doocy ist nichts überliefert. Er lebte in South Windsor. Später arbeitete er in der Bankenbranche für die Hartford National Bank & Trust Company. Während des Zweiten Weltkrieges diente er in den amerikanischen Streitkräften. Politisch schloss er sich der Demokratischen Partei an. In seiner Heimatstadt South Windsor bekleidete er mehrere lokale Ämter; unter anderem war er dort drei Mal Stadtkämmerer. Seit 1959 gehörte er dem Senat von Connecticut an, dessen amtierender Präsident (President Pro Tempore) er seit 1963 war.
Nach dem Rücktritt von Vizegouverneur Samuel J. Tedesco im Jahr 1966 rückte Doocy als amtierender Senatspräsident in die Stelle des Vizegouverneurs auf. Dieses Amt bekleidete er bis zum Januar 1967, dem regulären Ende der Amtszeit. Auf eine Wiederwahl hatte er verzichtet. Als Vizegouverneur war er Stellvertreter von Gouverneur John N. Dempsey. Nach seiner Zeit als Vizegouverneur war Fred Doocy Mitglied verschiedener staatlicher Kommissionen. Seit den 1980er-Jahren ist er allerdings politisch nicht mehr in Erscheinung getreten. Er wurde 104 Jahre alt.